# Albert Einstein en la cultura popular

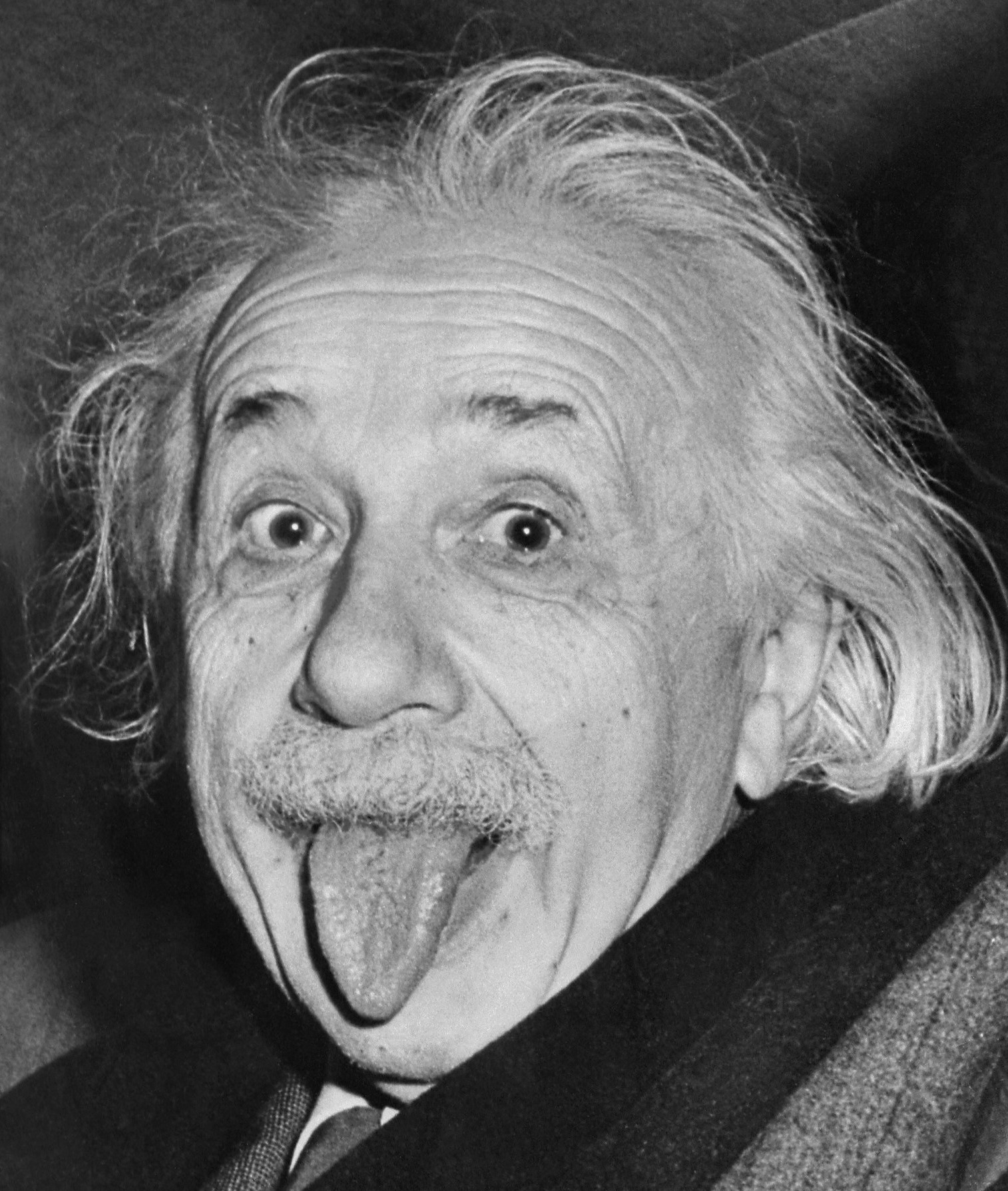
Famosa fotografía de Albert Einstein sacando la lengua después de su fiesta de cumpleaños en 1951. Es una de las imágenes más reproducidas y parodiadas del científico. Según los informes, a Einstein le gustó tanto la foto que solicitó copias para uso personal.

Albert Einstein ha sido objeto o inspiración de muchas obras en la cultura popular. 
Einstein es un modelo favorito para las representaciones de profesores distraídos; su rostro expresivo y sus peinados distintivos han sido ampliamente copiados y exagerados. Frederic Golden, de la revista Time, escribió que Einstein era "el sueño de un caricaturista hecho realidad".
"Einstein" se ha convertido en sinónimo de persona extremadamente inteligente. También se puede usar irónicamente cuando alguien afirma lo obvio o demuestra falta de sabiduría o inteligencia (como en "¡Así se hace, Einstein!")
Se le han atribuido erróneamente muchas citas que se han vuelto populares a través de Internet, incluida "La definición de locura es hacer lo mismo una y otra vez y esperar un resultado diferente".

## Reconocimiento

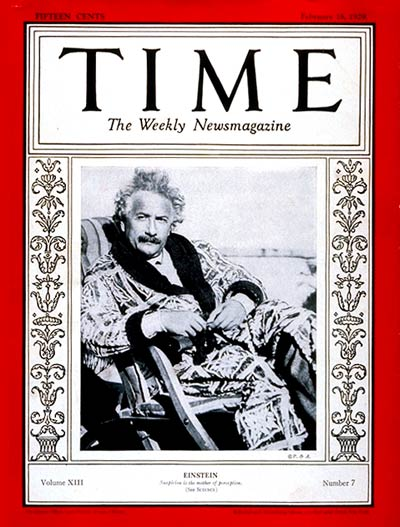
Albert Einstein en la portada de la revista TIME en 1929.

En 1999, destacados físicos votaron a Einstein como "el mejor físico de todos los tiempos".
Su cumpleaños, el 14 de marzo, es también el Día de π, llamado así porque el 14/3 (14 de marzo en formato abreviado de mes-día) corresponde a 3,14, los tres primeros dígitos del número π. La ciudad de Princeton, Nueva Jersey, donde Einstein vivió durante más de 20 años, celebra cada año el 14 de marzo como el "Día de Princeton Pi y fiesta de cumpleaños de Einstein".

### Uso de su nombre e imagen.

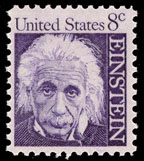
Albert Einstein en un sello de 1966

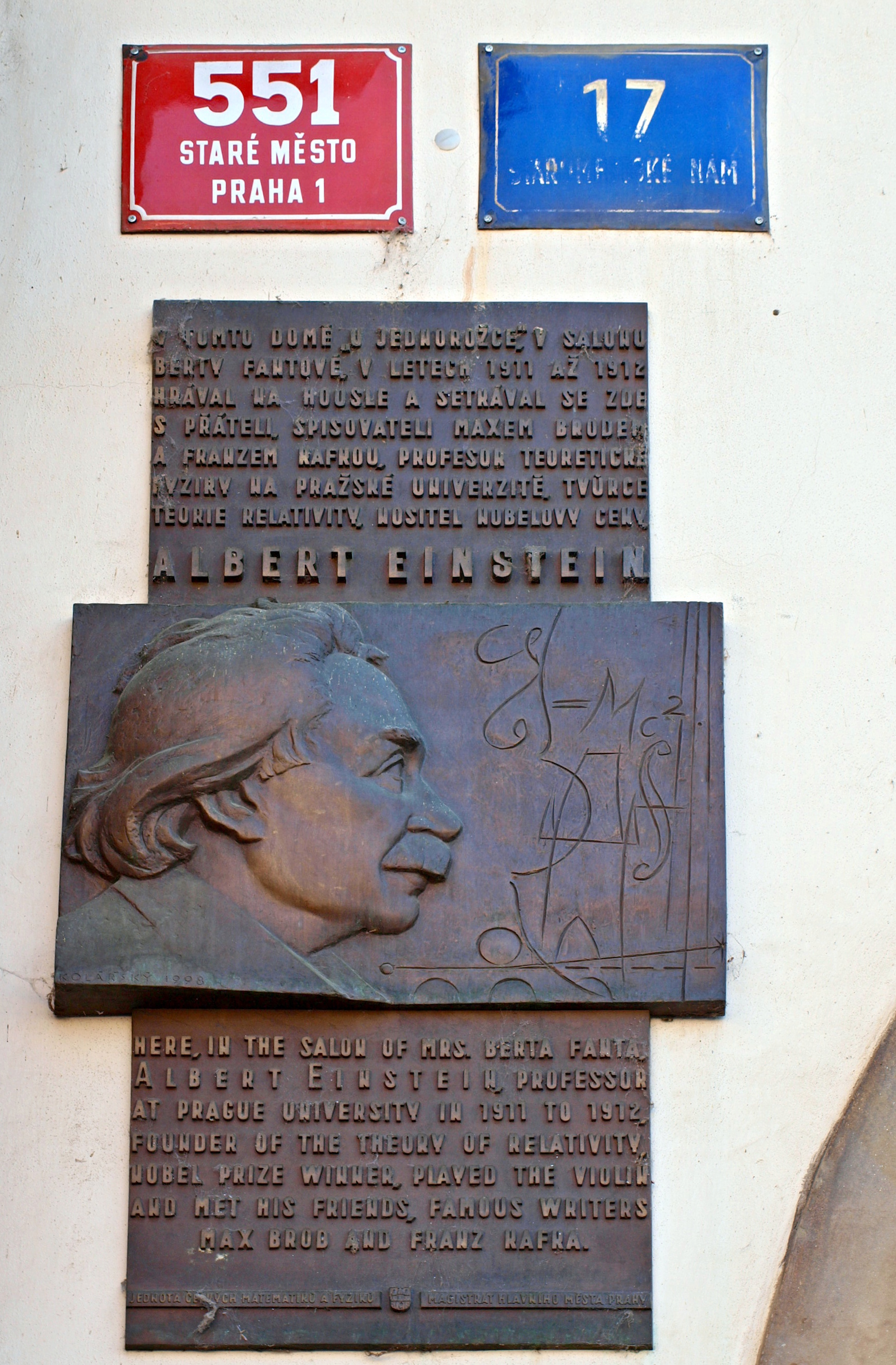
Placa conmemorativa de Albert Einstein en Praga.

El programa de televisión infantil Little Einsteins y los juguetes y vídeos educativos de la serie Baby Einstein utilizan el nombre de Einstein, aunque no su imagen.
El caricaturista y humorista iraní Javad Alizadeh publica una columna titulada "Humor 4D" en su publicación mensual persa Humor & Caricature, que presenta dibujos animados, caricaturas e historias sobre temas relacionados con Einstein. En 1991 publicó en persa "4D Humor", un cómic sobre la vida y obra de Einstein, inspirado principalmente en la Teoría de la Relatividad.
En el cumpleaños número 72 de Einstein, el 14 de marzo de 1951, el fotógrafo de United Press Arthur Sasse estaba tratando de persuadirlo para que sonriera a la cámara, pero después de haber sonreído a los fotógrafos muchas veces ese día, Einstein sacó la lengua. Esta fotografía se convirtió en una de las más populares jamás tomadas de Einstein, y se utiliza a menudo en productos que lo representan en un sentido alegre. Einstein disfrutó de esta foto y pidió a UPI que le diera nueve copias para uso personal, una de las cuales firmó para un periodista. El 19 de junio de 2009, la fotografía original firmada se vendió en una subasta por 74.324 dólares, un récord para una fotografía de Einstein.

### Licencia

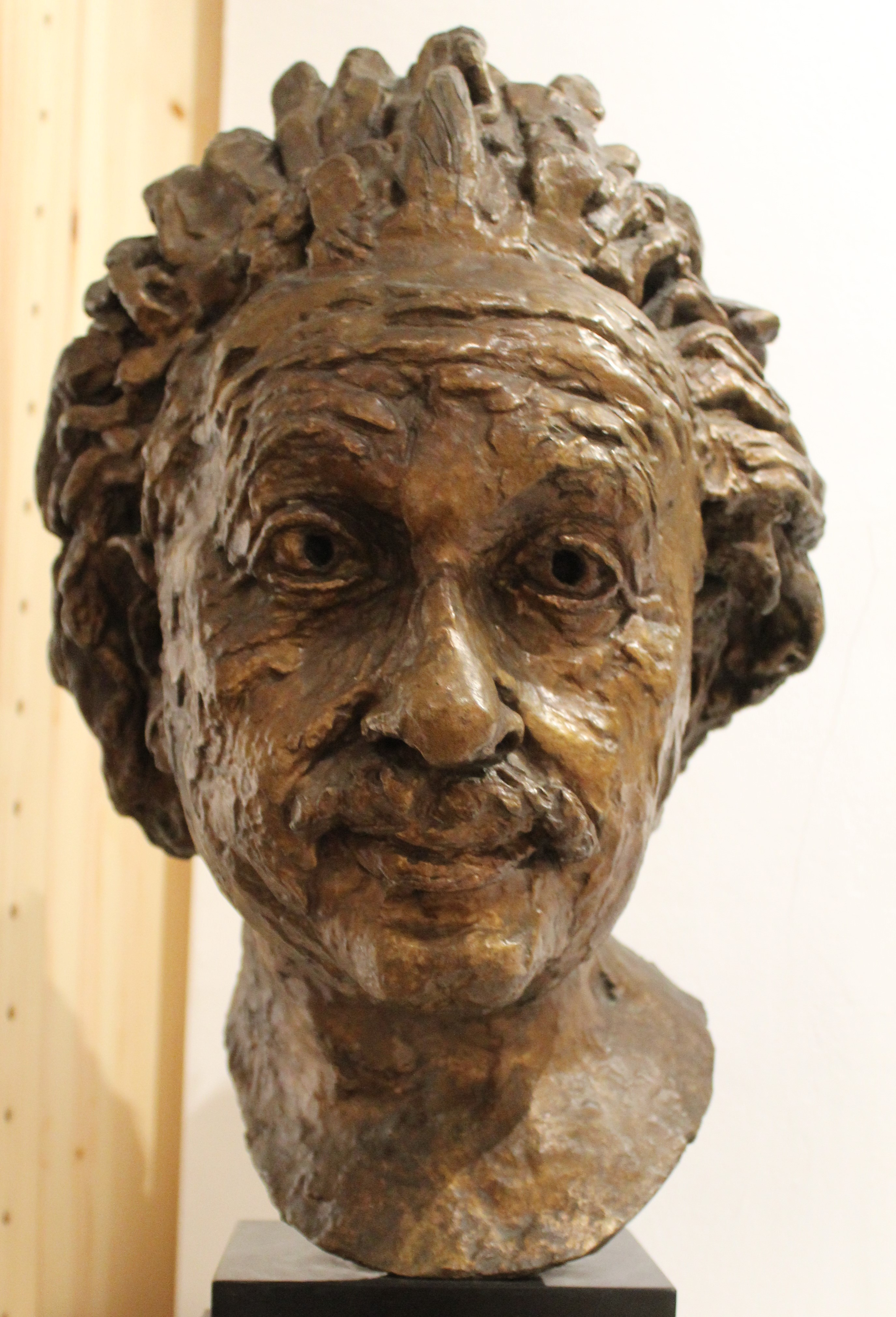
Busto de Albert Einstein por Jacob Epstein, 1933.

Einstein legó su patrimonio, así como el uso de su imagen (ver derechos de personalidad), a la Universidad Hebrea de Jerusalén, que desde mediados de los años 1980 patrocina el Proyecto Einstein Papers con la Princeton University Press. Einstein apoyó activamente a la universidad durante su vida y este apoyo continúa con las regalías recibidas por las actividades de concesión de licencias. GreenLight otorga licencia para el uso comercial del nombre "Albert Einstein" y las imágenes y retratos asociados de Einstein, como agente de la Universidad Hebrea de Jerusalén. Como licenciatario principal, la corporación puede controlar el uso comercial del nombre de Einstein y, en teoría, garantizar el cumplimiento de ciertos estándares (por ejemplo, cuando el nombre de Einstein se usa como marca registrada, se debe usar el símbolo ™).

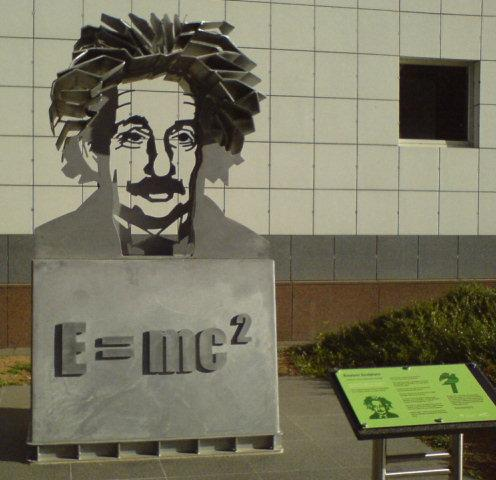
Escultura de Einstein en Questacon, 2008

En 2012, el juez Howard Matz de un tribunal de distrito de los Estados Unidos determinó que, aunque un anuncio de General Motors con la imagen de Einstein era “de mal gusto”, no era ilegal.El juez Matz escribió: “Habiendo sido publicado el anuncio obviamente humorístico del Terrain de 2010 55 años o más después de la muerte de Einstein, es poco probable que cualquier espectador pueda inferir razonablemente que Einstein, o quienquiera que haya sucedido en cualquier derecho de publicidad que Einstein pueda tener tenía, estaba respaldando el GMC Terrain ".
La Universidad Hebrea pidió que los derechos de publicidad se extendieran a los 70 años asociados a la protección de los derechos de autor. El juez Matz se negó, afirmando que “el Noveno Circuito señaló recientemente que Marilyn Monroe se consideraba perteneciente 'al público y al mundo'”, escribió Matz. “No hay evidencia de que Albert Einstein se viera a sí mismo de esa manera, pero sí se convirtió en el símbolo y la encarnación del genio. Su personalidad ha quedado profundamente arraigada en nuestro patrimonio cultural. Ahora, casi 60 años después de su muerte, esa persona debería estar disponible gratuitamente para quienes busquen apropiarse de ella como parte de su propia expresión, incluso en anuncios de mal gusto”.

### Lateralidad
Existe una creencia popular persistente de que Einstein era zurdo, pero no hay evidencia de que lo fuera, y la creencia ha sido considerada un mito. Einstein escribía con la mano derecha  y fuentes autorizadas afirman rotundamente que era diestro.  Una autopsia del cerebro de Einstein mostró una simetría entre los dos hemisferios, en lugar de una dominancia del lado izquierdo como es típica de la mayoría de las personas diestras o una dominancia del lado derecho como se encuentra en la mayoría de los zurdos.

### Instituciones educacionales
Varias escuelas, colegios y universidades llevan el nombre de Einstein, incluso en Alemania, Honduras y Estados Unidos.

## En los medios y el drama

### Teatro
Einstein ha sido objeto o inspiración para muchas novelas, películas y obras de teatro, como la comedia de Steve Martin Picasso en el Lapin Agile. Fue el tema de la ópera Einstein de Paul Dessau en 1974 y en 1976 de la ópera Einstein en la playa de Philip Glass, y su lado humorístico es el tema de la obra unipersonal de Ed Metzger Albert Einstein: The Practical. Bohemio. Ocupa un lugar destacado en la obra de Daniel Kehlmann sobre Kurt Gödel, Ghosts in Princeton (2011).

### Cine

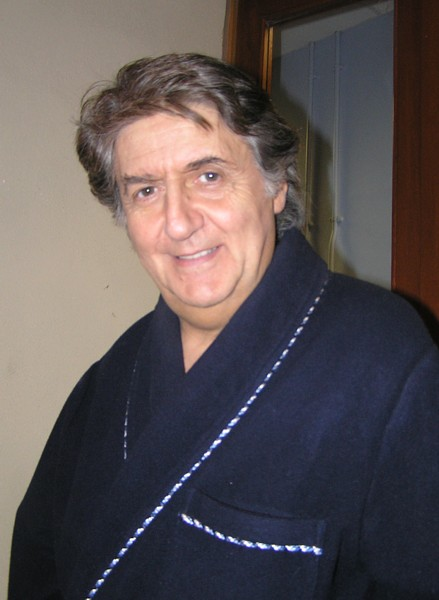
En la película Oppenheimer de 2023, Einstein fue interpretado por Tom Conti.

Einstein fue interpretado por Ludwig Stössel en la película de 1947 The Beginning or the End.
Fue el tema (junto con Arthur Eddington) de la película de BBC Two Einstein and Eddington, con David Tennant como Eddington y Andy Serkis como Einstein, y que detalla el desarrollo de Einstein de sus teorías y los intentos de Eddington de probarlas  y en Yahoo Serious Biografía intencionalmente inexacta de Einstein como australiano en la película El joven Einstein, aunque la película es ficticia.
Un personaje parecido a Einstein aparece en la película Insignificance de Nicolas Roeg de 1985. Ambientada en Nueva York en 1953, la película incluye una escena en la que "El Profesor" (interpretado por Michael Emil), el personaje que evidentemente representa a Albert Einstein, habla sobre la Teoría de la relatividad con "La Actriz" (Theresa Russell), un personaje parecido a Marilyn Monroe.
En The Fearless Vampire Killers, una película de Roman Polanski de 1967, el profesor de la Universidad de Königsberg Abronsius (Jack MacGowran), ridiculizado por sus colegas por su obsesión con el vampirismo, viaja a mediados del siglo XIX a la invernal Transilvania con su ayudante Alfred (Roman Polanski) para demostrar sus teorías con hechos. Luego de diversas vicisitudes donde los protagonistas intentan eliminar a los vampiros, Abronsius habrá de propagar inconscientemente el vampirismo, lo cual puede conectarse con la proliferación de la bomba atómica.
Einstein fue interpretado por Walter Matthau en la comedia romántica IQ de 1994.
En la película de 2001 AI: Inteligencia artificial, fue retratado como una personalidad holográfica llamada Dr. Know (con la voz de Robin Williams).
La película de 2009 The Nutcracker in 3D incluye un personaje llamado Tío Albert (interpretado por Nathan Lane) que se parece a Einstein, habla con acento alemán y recita citas de Albert Einstein, pero nunca se identifica explícitamente como Einstein.
Las arrugas del personaje de Star Wars, Yoda, fueron modeladas según las de Einstein, para dar la impresión de una inteligencia excepcional.
En la película Regreso al futuro, el personaje del Dr. Emmett 'Doc' Brown, interpretado por el actor Christopher Lloyd y retratado como un brillante científico, viajero en el tiempo e inventor, tiene un perro llamado "Einstein", que lleva el nombre del científico favorito de Brown, además de tener un parecido superficial con él. Lloyd también le dio crédito a Einstein como su inspiración para el personaje.  
En la película de 2011, Transformers: el lado oscuro de la luna, el personaje conocido como Autobot "Que" luce un diseño de cabeza inspirado en Einstein, que incluye su peinado salvaje, su elegante bigote y sus ojos. Sin embargo, su acento a menudo se confunde con el alemán debido a estas similitudes. Al igual que su homólogo G1 y Einstein, es uno de los miembros más inteligentes de su equipo y un científico e inventor consumado. Sin embargo, su nombre en pantalla "Que" se deriva del Profesor Q, un personaje de James Bond, que también inspiró el personaje general de Wheeljack/Que.
Einstein fue interpretado por David Shackleton en la comedia de 2018 Holmes & Watson.
En la película Oppenheimer de 2023, Einstein fue interpretado por Tom Conti.

### Televisión

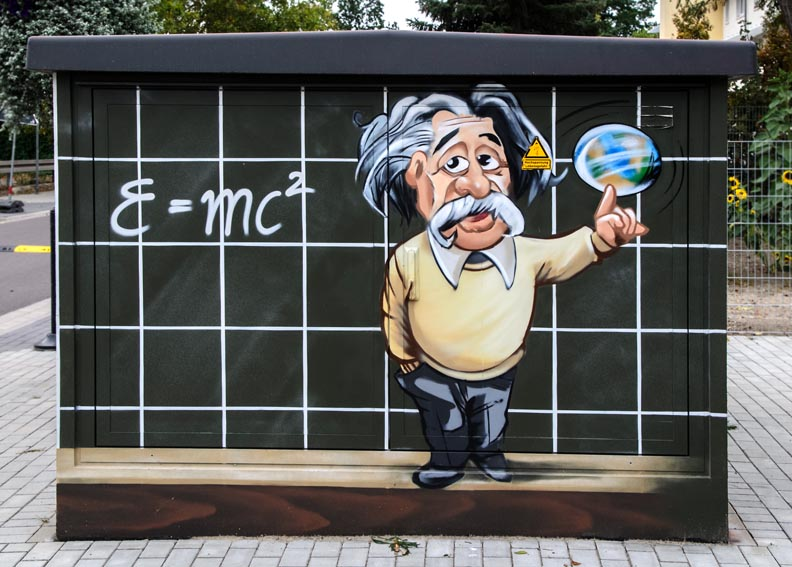
Caricatura de Albert Einstein

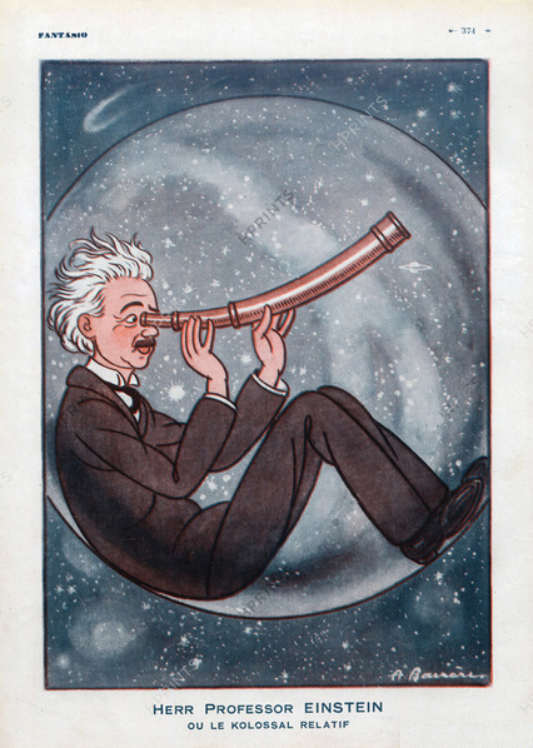
Adrien Barrère - Professor Einstein 1930

Una representación holográfica de Einstein, interpretado por Jim Norton, apareció en dos episodios de Star Trek: The Next Generation. Aparece por primera vez debatiendo sobre física con Reginald Barclay en " The Nth Degree ". Norton regresa en la primera parte de " Descent ". El episodio comienza en el Enterprise con una partida de póquer en la que participan representaciones en holocubierta de Einstein, Sir Isaac Newton y Stephen Hawking (retratados por él mismo). Todos están programados por el teniente comandante Data, que juega como la cuarta persona del juego.
En la serie de dibujos animados El laboratorio de Dexter, el héroe del niño genio Dexter es Albert Einstein.
En la serie de televisión ¡Voyagers!, en un episodio titulado "Los viajes de Marco... y sus amigos", la historia comienza con Bogg y Jeff aterrizando en Nueva York en 1930 y salvando a Einstein de un accidente potencialmente fatal.
En la serie de televisión The Super Mario Bros. Super Show, Einstein fue interpretado por Ed Metzger.
En la serie de televisión Tocado por un ángel, Einstein fue interpretado por Harold Gould.
En la serie de televisión Eureka, la ciudad de Eureka se estableció cuando el presidente Harry S. Truman encargó el desarrollo de un laboratorio ultrasecreto, dirigido por Albert Einstein, después de la Segunda Guerra Mundial y se convirtió en el hogar de los científicos y sus familias que trabajaban allí.
En el episodio de Rick y Morty, "A Rickle in Time", unos monstruos que viajaban en el tiempo golpearon a Einstein, a quien habían confundido con Rick Sánchez.
Einstein es retratado en la serie de televisión dramática de época de National Geographic de 2017, Genius, de Geoffrey Rush y Johnny Flynn, como el Einstein mayor y el más joven, respectivamente.
Einstein es retratado en Legends of Tomorrow de DC por John Rubinstein en el episodio "Out of Time" y fue mencionado más tarde en "The Curse of the Earth Totem" cuando quedó atrapado en la edad de hielo debido a su desplaza 
La BBC produjo en 2023 el docudrama Einstein and the Bomb, que presenta imágenes de archivo de Einstein y dramatizaciones en las que Aidan McArdle lo interpreta.

### Serie web
Es uno de los personajes principales de la serie web Super Science Friends.

### Otros
La franquicia multimedia infantil Baby Einstein lleva su nombre e incluye programas directos a video, CD, libros, tarjetas didácticas, juguetes y artículos para bebés que se especializan en actividades interactivas para bebés y niños pequeños, creados por Julie Aigner-Clark.
Los vídeos muestran a bebés y niños pequeños menores de cuatro años patrones simples, espectáculos de marionetas y objetos familiares, como artículos cotidianos, animales y juguetes, que a menudo van acompañados de música clásica reorquestada escrita por compositores como Johann Sebastian Bach, Ludwig van Beethoven, Wolfgang. Amadeus Mozart, y muchos otros, así como algunas rimas tradicionales construidas de forma fácil y relajante, pensadas para el oído de un bebé.
Todos los títeres son animales que rara vez hablan y se comunican principalmente con sonidos simples y sus respectivos sonidos animales.
Baby Einstein se presentó al público el 4 de junio de 1996 y siguió siendo una pequeña empresa hasta que Clark la vendió a Disney.

## En literatura

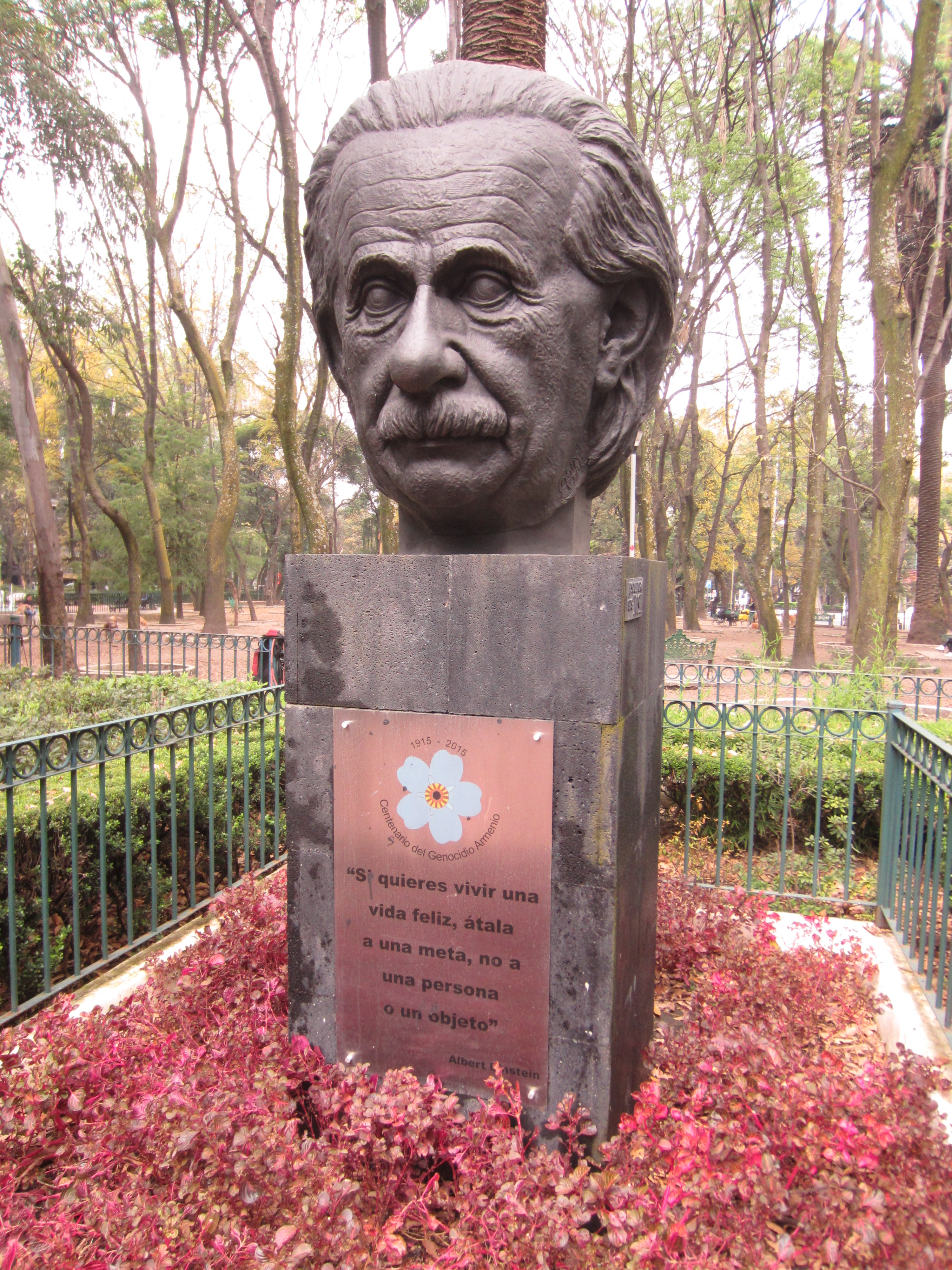
Busto de Einstein

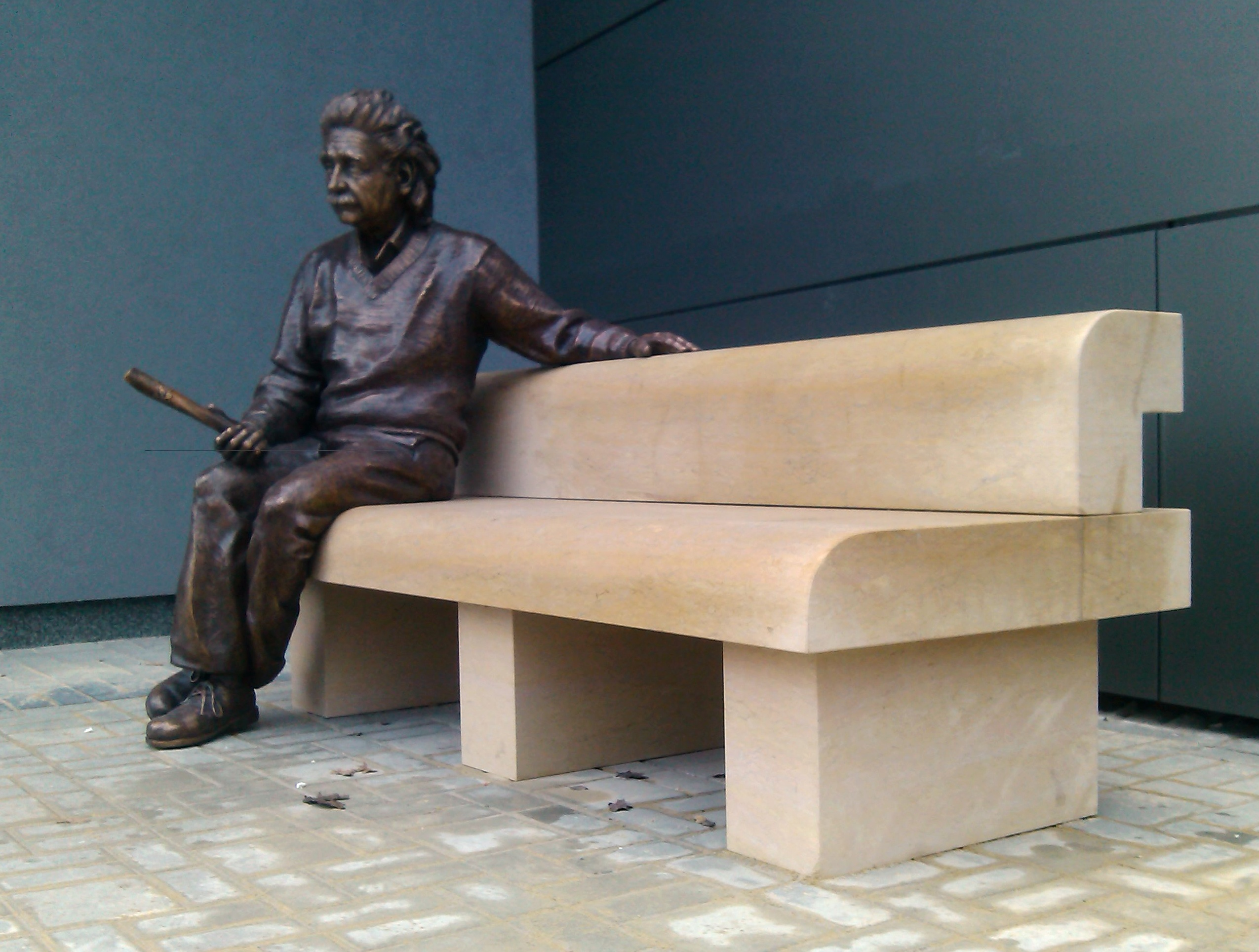
Albert Einstein - IQ Landia Liberec

Presentado en la novela francesa de Jean-Claude Carrière de 2005, Einstein S'il Vous Plaît (Einstein, si lo desea), donde Carrière retrata una conversación ficticia entre Einstein y un estudiante.
El primer libro de Alan Lightman, Einstein's Dreams, consta de cuentos que se retratan como los sueños de Einstein mientras trabajaba en la teoría de la relatividad; Estas historias explican cómo funcionaría el tiempo en universos paralelos imaginarios.
Einstein's Beach House del novelista Jacob M. Appel relata una batalla ficticia sobre la liquidación del patrimonio de Einstein después de su muerte.
El libro de David Bodanis E=mc2: A Biography of the World's Most Famous Equation es una biografía de la famosa ecuación de Einstein y de otros científicos antes, durante y después de su época que contribuyeron a la comprensión que tenemos sobre la ecuación.
En las novelas para adultos jóvenes de James Dashner, The Maze Runner, se dice que uno de los personajes principales de la primera novela (Alby) lleva su nombre.
La novela policíaca sueca de Marie Hermanson Den stora utställningen (La Gran Exposición) se desarrolla durante la Exposición de Gotemburgo de 1923, donde Einstein pronunció su Conferencia Nobel oficial después de recibir el Premio Nobel de Física de 1921. En esta versión ficticia de los acontecimientos, Einstein es la víctima prevista de un complot de asesinato antisemita y uno de los personajes del punto de vista.
La serie de manga Dr. Stone presenta al personaje principal, Senku Ishigami, en el capítulo 93, recreando la misma famosa imagen de Einstein cuando la fotografía se reintroduce en el mundo.
La serie de manga One Piece presentó a un científico llamado Dr. Vegapunk en el capítulo 433, lanzado en noviembre de 2006. A pesar de ser una gran influencia en el mundo y la trama de la serie, su apariencia real solo se reveló en el capítulo 1066, lanzado 16 años después, en noviembre de 2022. Con su cabello gris, bigote y lengua grande, tiene un parecido sorprendente con Albert Einstein en la fotografía de 1951.

## En las artes visuales

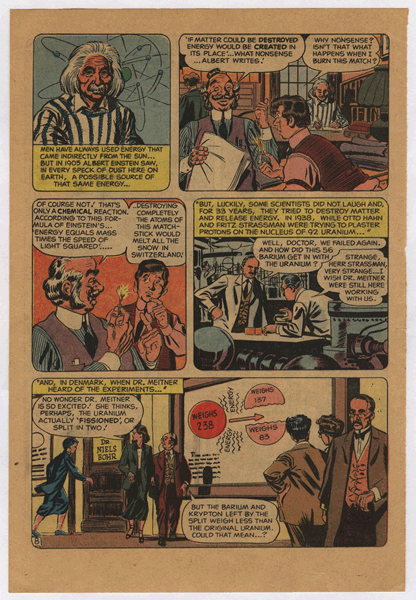
Einstein en el comic "Adventures Inside the Atom." (1948).

En 1939, la tira cómica Alley Oop (lanzada en diciembre de 1932) presentó a un personaje que viajaba en el tiempo llamado Dr. Elbert Wonmug, que ha tenido varias historias en la tira desde entonces. "Wonmug" es un juego de palabras con la traducción al inglés del nombre "Einstein": "won" significa uno (ganado) y "mug" significa una taza.
En 1940, el artista de Filadelfia Louis Hirshman hizo una caricatura de Einstein utilizando objetos encontrados, incluida una mata de cabello salvaje, un pecho de ábaco y un cuello de camisa garabateado con la ecuación 2+2 = 2+2. En 1977, la pieza fue adquirida por el Museo de Arte de Filadelfia.
En la serie de manga y anime Dr. Stone, el personaje principal Senku Ishigami tiene cabello parecido al de Einstein, usa una bata con E=mc² escrito e imita la famosa foto de Einstein "con la lengua fuera" (que se ve en la parte superior de esta página).) por la primera fotografía tomada con una cámara reinventada.

## En música

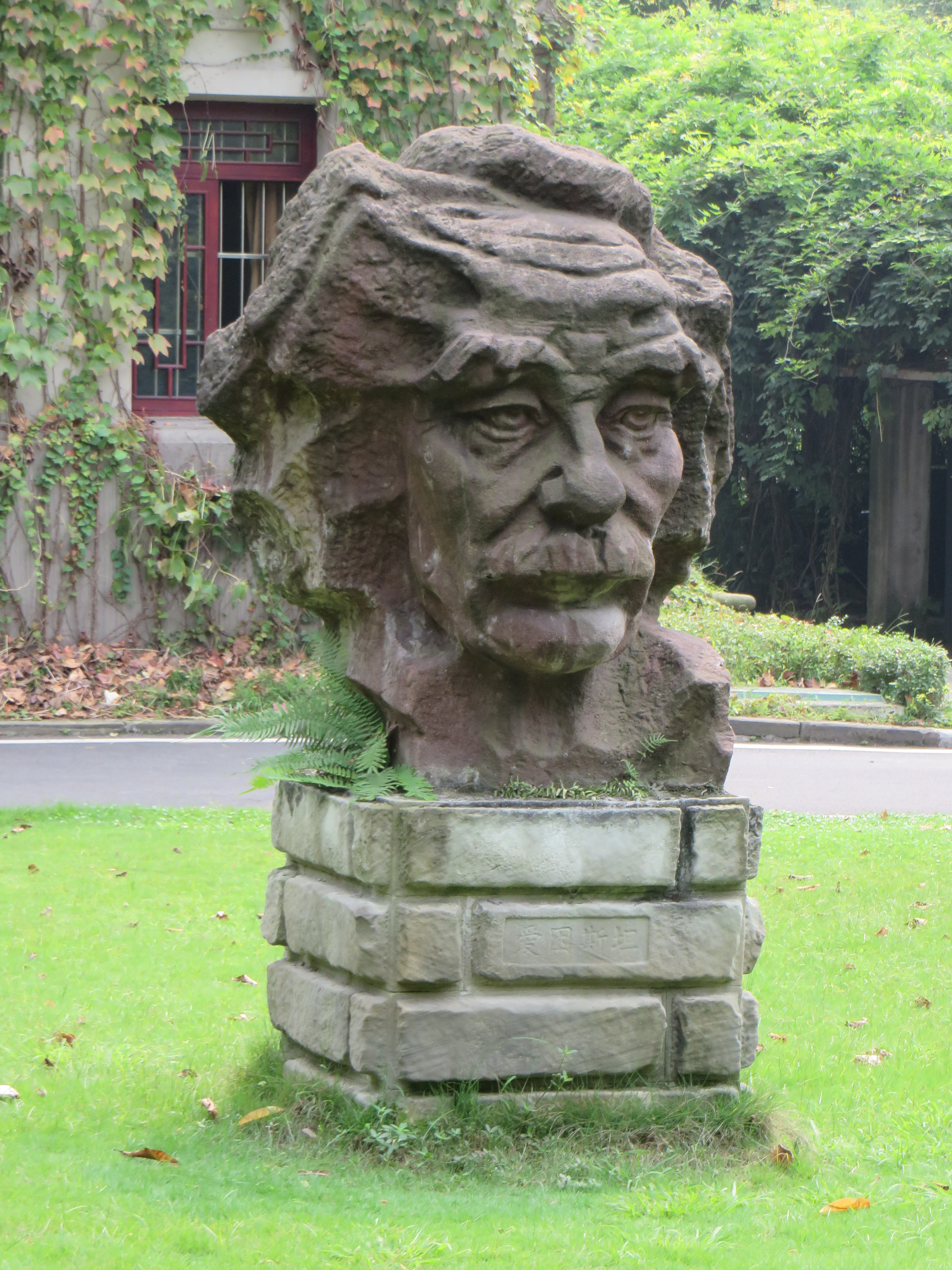
Busto de Einstein, Universidad del Suroeste

- Einstein es una de las celebridades en la portada de Sgt. de los Beatles. Banda del club Pepper's Lonely Hearts.[58]
- Los Moody Blues incluyen su imagen en la portada de A Question of Balance, lanzado en 1970.
- Bob Dylan le rinde homenaje en un verso de " Desolation Row ".[59]
- El undécimo álbum de estudio de Mariah Carey se titula E=MC 2 según la célebre ecuación de Einstein.[60]
- Big Audio Dynamite presentó una canción titulada E=MC2 en su primer álbum This is Big Audio Dynamite.[61]
- El espectáculo Carolina Crown Drum and Bugle Corps 2013 se tituló "E=MC 2 " y ganó el primer lugar en el Campeonato DCI World Class 2013.[62]
- La canción de Kelly Clarkson de 2011 "Einstein" lleva su nombre.[63]
- El cantante griego Giorgos Lembesis ha lanzado una canción titulada "Einstein" en la que afirma que siempre admiró a Albert Einstein, pero ahora necesita su ayuda en sus problemas de relación.[64]
- En el séptimo episodio de Epic Rap Battles of History, Albert Einstein (interpretado por Zach Sherwin) se enfrentó a Stephen Hawking (interpretado por el cofundador de la serie, Nice Peter).[65]
- La canción Portrait (He Knew) de Kansas trata sobre Albert Einstein y su vida.[66]
- La ópera Einstein en la playa de Philip Glass es una de la trilogía de óperas de Glass que retrata a personas cuya visión personal transformó el pensamiento de su época.[67]

## En tipografía

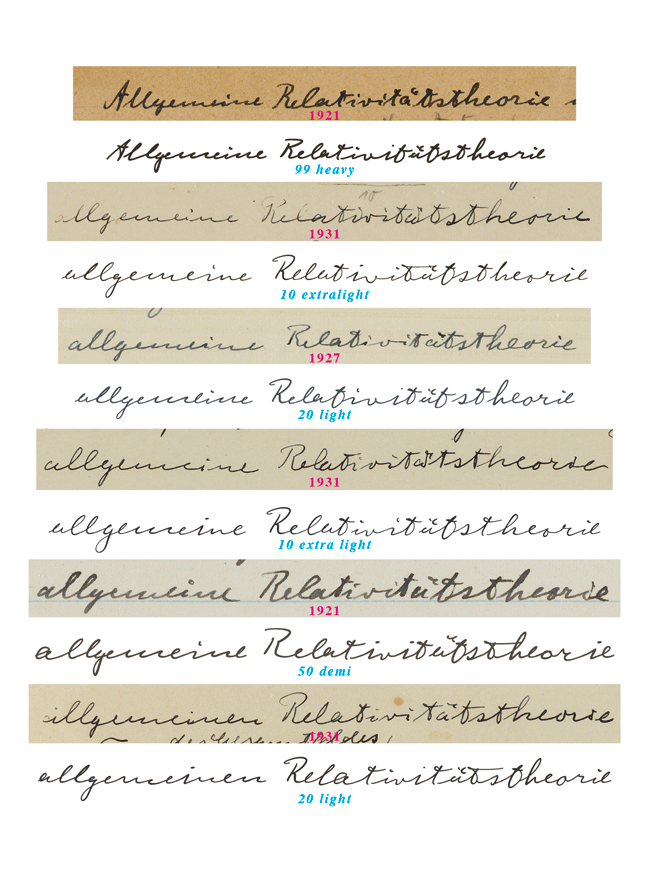
Comparación de la letra de Albert Einstein entre 1921 y 1931 y la fuente Albert Einstein. El escrito dice "allgemeine Relativitätstheorie", que en alemán significa "teoría general de la relatividad".

La letra de Albert Einstein ha sido digitalizada como fuente en un proyecto de arte del tipógrafo Harald Geisler y la bailarina Elizabeth Waterhouse. La fuente permite al usuario escribir como Einstein en una computadora o teléfono inteligente. El proyecto fue creado en colaboración con Albert Einstein Archives Jerusalem y presentado en 2015 en la plataforma de financiación colectiva Kickstarter, donde la campaña contó con el apoyo de 2334 patrocinadores. Cada letra de la fuente se basa en los manuscritos de Einstein; diferentes variaciones de cada letra se almacenan en la fuente y se intercambian automáticamente durante la escritura para crear una apariencia natural.
La fuente Albert Einstein se utilizó para recrear el intercambio de cartas de 1932 entre Einstein y Sigmund Freud. En 2017, con motivo del 85.º aniversario del intercambio, que se publicó en 1933 con el título "Why War", Harald Geisler presentó el proyecto en Kickstarter en colaboración con el Museo Sigmund Freud (Viena) y los Archivos Albert Einstein. Los partidarios del proyecto podrían optar por recibir las cartas ellos mismos o enviarlas a políticos escritas con la letra de Einstein y Freud.

## En videojuegos
Einstein es un personaje integral en la serie Command & Conquer: Red Alert, siendo responsable en Red Alert de alterar el curso de la historia usando un dispositivo de viaje en el tiempo que creó para eliminar a Adolf Hitler de la existencia en un intento de prevenir los horrores de la Segunda Guerra Mundial., lo que inadvertidamente condujo al ascenso al poder de la Unión Soviética y al conflicto con Europa. Continúa apareciendo en la línea de tiempo alterada en Red Alert y Red Alert 2, desarrollando tecnología de viaje en el tiempo para uso de los aliados, y su asesinato ficticio a manos de los soviéticos, que también involucra una máquina del tiempo, es un punto central de la trama de Red. Alerta 3.
En Mega Man, lanzado en 1987, el diseño del Dr. Wily está inspirado en Albert Einstein, y fue concebido inicialmente para aparecer como un científico alto y delgado con bigote, gafas, cabello calvo y bata de laboratorio.
En Half-Life, uno de los modelos científicos se basa en la apariencia de Einstein.